# Hyttsjön (Leksands socken, Dalarna)
Hyttsjön är en sjö i Falu kommun och Leksands kommun i Dalarna och ingår i Dalälvens huvudavrinningsområde. Sjön är 14,4 meter djup, har en yta på 1,12 kvadratkilometer och är belägen 230 meter över havet. Sjön avvattnas av vattendraget Faluån (Säpptjärnsån).

## Delavrinningsområde
Hyttsjön ingår i det delavrinningsområde (673821-147023) som SMHI kallar för Utloppet av Hyttsjön. Medelhöjden är 256 meter över havet och ytan är 5,29 kvadratkilometer. Räknas de 14 avrinningsområdena uppströms in blir den ackumulerade arean 100,8 kvadratkilometer. Faluån (Säpptjärnsån) som avvattnar avrinningsområdet har biflödesordning 3, vilket innebär att vattnet flödar genom totalt 3 vattendrag innan det når havet efter 255 kilometer. Avrinningsområdet består mestadels av skog (72 procent). Avrinningsområdet har 1,06 kvadratkilometer vattenytor vilket ger det en sjöprocent på 19,9 procent.